# Усов, Руслан Олегович
Руслан Олегович Усов (род. 4 августа 1979, Гомель) — белорусский футболист, нападающий.

## Биография
Воспитанник тренера Владимира Дмитриевича Агеева (г. Гомель). Профессиональную карьеру начал в 2000 году в клубе первой лиги Беларуси «ЗЛиН» (Гомель). В 2001 году впервые перешёл в главную команду города — «Гомель», но тогда в состав не пробился, проведя полсезона в дубле, и вернулся в «ЗЛиН». В 2003—2004 годах был основным игроком «Гомеля» в высшей лиге. Чемпион Беларуси 2003 года, финалист Кубка Беларуси 2003/04. Принимал участие в играх еврокубков.
В 2005 году перешёл в витебский «Локомотив» (позднее — ФК «Витебск»), в том же сезоне стал серебряным призёром первой лиги и лучшим бомбардиром турнира с 32 голами. Этот результат является клубным рекордом «Витебска» по числу голов за сезон. До 2008 года продолжал играть за витебский клуб в высшей лиге, провёл за него более 100 матчей. В 2008 году с 13 голами занял пятое место среди бомбардиров высшей лиги.
В начале 2009 года играл за клуб высшей лиги «Нафтан» (Новополоцк), с которым стал обладателем Кубка страны 2008/09 (в финале не играл), но был отчислен из клуба за нарушения режима. Вторую часть сезона провёл в бобруйской «Белшине», ставшей победителем первой лиги. В 2010 году на сезон вернулся в «Витебск», а затем до конца карьеры играл за клубы первой лиги — «ДСК-Гомель» и «Химик» (Светлогорск).
Всего в высшей лиге Беларуси сыграл 150 матчей и забил 40 голов. В первой лиге — более 140 матчей и 69 голов. На момент окончания карьеры был лидером «Витебска» по числу голов в чемпионатах Беларуси за всю историю (63, с учётом всех лиг).
После окончания профессиональной карьеры работал строителем. Также играл на первенстве города и судил любительские матчи.

## Достижения
- Чемпион Беларуси: 2003
- Обладатель Кубка Беларуси: 2008/09
- Финалист Кубка Беларуси: 2003/04
- Победитель первой лиги Беларуси: 2009
- Серебряный призёр первой лиги Беларуси: 2005
- Лучший бомбардир первой лиги Беларуси: 2005 (32 гола)

## Личная жизнь
Женат, есть сын.